# Heinrich Minden (Lyriker)
Heinrich Constantin Minden (* 3. Januar 1887 in Dresden; † 18. Oktober 1957 ebenda) war ein deutscher Verleger und Lyriker.

## Leben und Wirken
Als Sohn des Dresdner Verlegers Heinrich Ludwig Franz Wladimir Minden und dessen Ehefrau Julie Constanze, geborene Lobe, führte Minden den väterlichen Verlag nach dessen Tod Ende 1913 weiter. 1919 übernahm er die Leitung der Auskunftsstelle des Roten Kreuzes in Dresden. Außer als Verleger wurde er bekannt als Verfasser von Beiträgen für die Zeitschrift „Bimini“. Neben politischen und Fachschriften verfasste er Lyrik und auch Reiseberichte.
Er war verheiratet mit Irmgard Ruth, geborene Wiebe, und starb in 1957 in Dresden-Blasewitz. Der Schauspieler und Regisseur Heinrich Minden (1915–1979) war der gemeinsame Sohn des Ehepaares.

## Werke (Auswahl)
- 240 Rätsel. 3. Aufl., Minden, Dresden und Leipzig 1914.
- Gedenket der Gefangenen. (Gedicht) 1919.
- In Erwartung des Eisganges. Bilder aus Russland und Finnland. 1920.
- Aus der Rätselmappe. 200 Aufgaben in Versen. Minden, Dresden und Leipzig 1923.